# فرناندو ريثيو
فرناندو ريثيو (17 ديسمبر 1982 ببرشلونة في إسبانيا - ) هو لاعب كرة قدم إسباني وصيني في مركز الدفاع. شارك مع منتخب هونغ كونغ لكرة القدم. أما مع النوادي، فقد لعب مع نادي كيتشي وCF Amposta ‏ وCD Tortosa ‏ وUE Rapitenca ‏.

## وصلات خارجية
- فرناندو ريثيو على موقع قاعدة بيانات كرة القدم.إي يو (الإنجليزية)
- فرناندو ريثيو على موقع ناشيونال فوتبول تيمز (الإنجليزية)
- فرناندو ريثيو على موقع Soccerway.com (الإنجليزية)